# Перпендикулярність

Пряма є перпендикулярною до прямої у точці а два суміжні кути, утворені прямими (позначені відповідно помаранчевим і блакитним кольорами), мають величину 90° кожен

Перпендикуля́рність (перпендикуляр) — бінарне відношення між різними об'єктами (векторами, прямими, підпросторами тощо) в евклідовому просторі. Окремий випадок ортогональності.
Для позначення перпендикулярності використовується символ: {\displaystyle \perp }, запропонований у 1634 році французьким математиком П'єром Ерігоном. Наприклад, перпендикулярність прямих {\displaystyle m} і {\displaystyle n} записують так: {\displaystyle m\perp n}.

## Перпендикулярність прямих на площині
Дві прямі на площині називаються перпендикулярними, якщо при перетині вони утворюють 4 прямих кути. Дві прямі називаються перпендикулярними, якщо вони перетинаються під прямим кутом.
Теорема 1. Якщо дві прямі, які перетинаються, паралельні відповідно двом іншим перпендикулярним прямим, то інші прямі теж перпендикулярні.
Теорема 2. Через будь-яку точку прямої у просторі можна провести безліч перпендикулярних до неї прямих (Усі прямі лежать у площині, яка перпендикулярна до даної прямої і перетинає її у даній точці).

Побудова перпендикуляра

В аналітичному вигляді прямі, задані лінійними функціями {\displaystyle y=\operatorname {tg} \alpha _{1}x+b_{1}} і {\displaystyle y=\operatorname {tg} \alpha _{2}x+b_{2}} будуть перпендикулярними, якщо виконується умова {\displaystyle \alpha _{2}={\frac {3}{2}}\pi +\alpha _{1}}.
(Тут {\displaystyle \alpha _{1},\alpha _{2}} — кути нахилу прямої до горизонталі)
Графічна побудова на площині перпендикуляра до заданої прямої AB, що проходить через задану точку P:
Крок 1: (червоний) За допомогою циркуля проведемо півколо з центром у точці P, і отримаємо на перетині з прямою точки А' і В'.
Крок 2: (зелений) Не змінюючи радіуса, побудуємо два півкола з центром в точках A' і В' кожна з яких проходить через точку Р. Крім точки Р отримаємо ще одну точку перетину цих півкіл, позначимо її Q.
Крок 3: (синій) Сполучаємо точки Р і Q. Пряма PQ і є перпендикуляром до прямої АВ.

## Перпендикулярність площин
Дві площини називаються перпендикулярними, якщо двогранний кут між ними дорівнює 90 градусам.
Теорема 1. Якщо дві прямі, які перетинаються, паралельні відповідно двом іншим перпендикулярним прямим, то інші прямі теж перпендикулярні.
Теорема 2. Через будь-яку точку прямої у просторі можна провести безліч перпендикулярних до неї прямих (див. рисунок). (Усі прямі лежать у площині, яка перпендикулярна до даної прямої і перетинає її у даній точці.)
Через будь-яку точку в просторі, що не належить даній прямій, можна провести пряму, перпендикулярну до даної, і тільки одну. Це буде та перпендикулярна до даної прямої пряма, яка лежить у площині, визначеній даними прямою й точкою:
Зверніть увагу, що в просторі, дві прямі, що перпендикулярні до однієї й тієї ж самої прямої, не обов'язково паралельні між собою.
Пряма, яка перетинає площину, називається перпендикулярною до цієї площини, якщо вона перпендикулярна до будь-якої прямої, що лежить у цій площині й проходить через точку перетину (див. рисунок).
Теорема 3. Якщо пряма перпендикулярна до двох прямих, які лежать у площині й перетинаються, то вона перпендикулярна до даної площини (див. рисунок).
Зверніть увагу: якщо пряма перпендикулярна до однієї прямої площини, то цього не досить для перпендикулярності прямої і площини.
На рисунку, але a не перпендикулярна до, зокрема a не перпендикулярна до с.
Теорема 4. Через точку, яка не належить площині, можна провести пряму, перпендикулярну до цієї площини, і тільки одну.
Теорема 5. Через дану точку площини можна провести одну, й тільки одну, перпендикулярну до неї пряму.
Теорема 6. Через дану точку прямої можна провести одну, й тільки одну, перпендикулярну до неї площину.
Теорема 7. Через точку, яка не лежить на прямій, можна провести безліч площин, що перпендикулярні до даної прямої.
Теорема 8. Якщо площина перпендикулярна до однієї з двох паралельних прямих, то вона перпендикулярна й до другої.
Теорема 9. Дві прямі, перпендикулярні до однієї й тієї самої площини, паралельні між собою.

## Перпендикулярність прямих у просторі
Дві прямі в просторі перпендикулярні між собою, якщо вони відповідно паралельні деяким іншим двом прямим, котрі знаходяться в цьому ж просторі, лежать в одній площині і перпендикулярні між собою.
Теорема про три перпендикуляри:
пряма, проведена на площині через основу похилої, і перпендикулярна до її проєкції, то вона перпендикулярна і до похилої. І навпаки, якщо пряма на площині перпендикулярна до похилої, то відповідно перпендикулярна і до проєкції похилої.

## Перпендикулярність прямої та площини
Пряма називається перпендикулярною до площини, якщо вона перетинає цю площину і перпендикулярна до будь - якої прямої, що лежить у площині  проходить через точку перетину.